# Dsmitryj Pryschtschepa
Dsmitryj Sjarhejewitsch Pryschtschepa (belarussisch Дзмітрый Сяргеевіч Прышчэпа; * 21. Juni 2001 in Minsk) ist ein belarussischer Fußballspieler.

## Karriere

### Verein
Pryschtschepa begann seine Karriere beim FK Minsk. Zur Saison 2018 rückte er in den Profikader des Hauptstadtklubs. Daraufhin debütierte er im Mai 2018 gegen Dnjapro Mahiljou in der Wyschejschaja Liha. Dies blieb in der Saison 2018 sein einziger Profieinsatz. In der Saison 2019 kam er zu 13 Einsätzen, ehe er im August 2019 leihweise nach Russland zu Zenit St. Petersburg wechselte. Bei Zenit spielte er für die U-19-Mannschaft, zudem stand er einsatzlos im Kader der drittklassigen Reserve.
Im Januar 2020 kehrte Pryschtschepa wieder nach Minsk zurück. Dort kam er in der Saison 2020 zu 22 Einsätzen in der höchsten belarussischen Spielklasse. Im Februar 2021 verließ er den FK Minsk schließlich endgültig und wechselte ein zweites Mal nach Russland, diesmal zum Zweitligisten Krylja Sowetow Samara. Bis zum Ende der Saison 2020/21 kam er zu vier Einsätzen für Samara in der Perwenstwo FNL. Mit dem Klub stieg er zu Saisonende in die Premjer-Liga auf. In dieser kam er in seiner ersten Halbsaison allerdings nicht zum Einsatz. Daraufhin wurde er im Februar 2022 an den Zweitligisten Weles Moskau verliehen. Für Weles kam er während der Leihe zu 30 Einsätzen in der FNL. Anschließend wurde er im Januar 2023 an den Drittligisten Rotor Wolgograd weiterverliehen.

### Nationalmannschaft
Pryschtschepa spielte ab 2017 für belarussische Jugendnationalauswahlen. Im September 2020 debütierte er im U-21-Team.